# الکسی ژیتنیک
الکسی ژیتنیک (اوکراینی: Олексій Миколайович Житник؛ زادهٔ ۱۰ اکتبر ۱۹۷۲) بازیکن هاکی روی یخ اهل اوکراین بود.
از باشگاه‌هایی که در آن بازی کرده‌است می‌توان به فیلادلفیا فلایرز اشاره کرد.